# Sztrunga (település)
Sztrunga (románul: Strunga) település Romániában, Moldvában, Iași megyében.

## Fekvése
A DN 28-as úton, Iașitól 55 km-re fekvő település.

## Története
A településen ásványvízforrások találhatók és a mellette fekvő erdőben található Balie Strugna fürdőhely.
A közelében fekvő Hăbășești településen a cucuteni kultúrához tartozó újkőkori telepet tártak fel.